# Delphinium dictyocarpum
Delphinium dictyocarpum là một loài thực vật có hoa trong họ Mao lương. Loài này được DC. mô tả khoa học đầu tiên.

## Hình ảnh

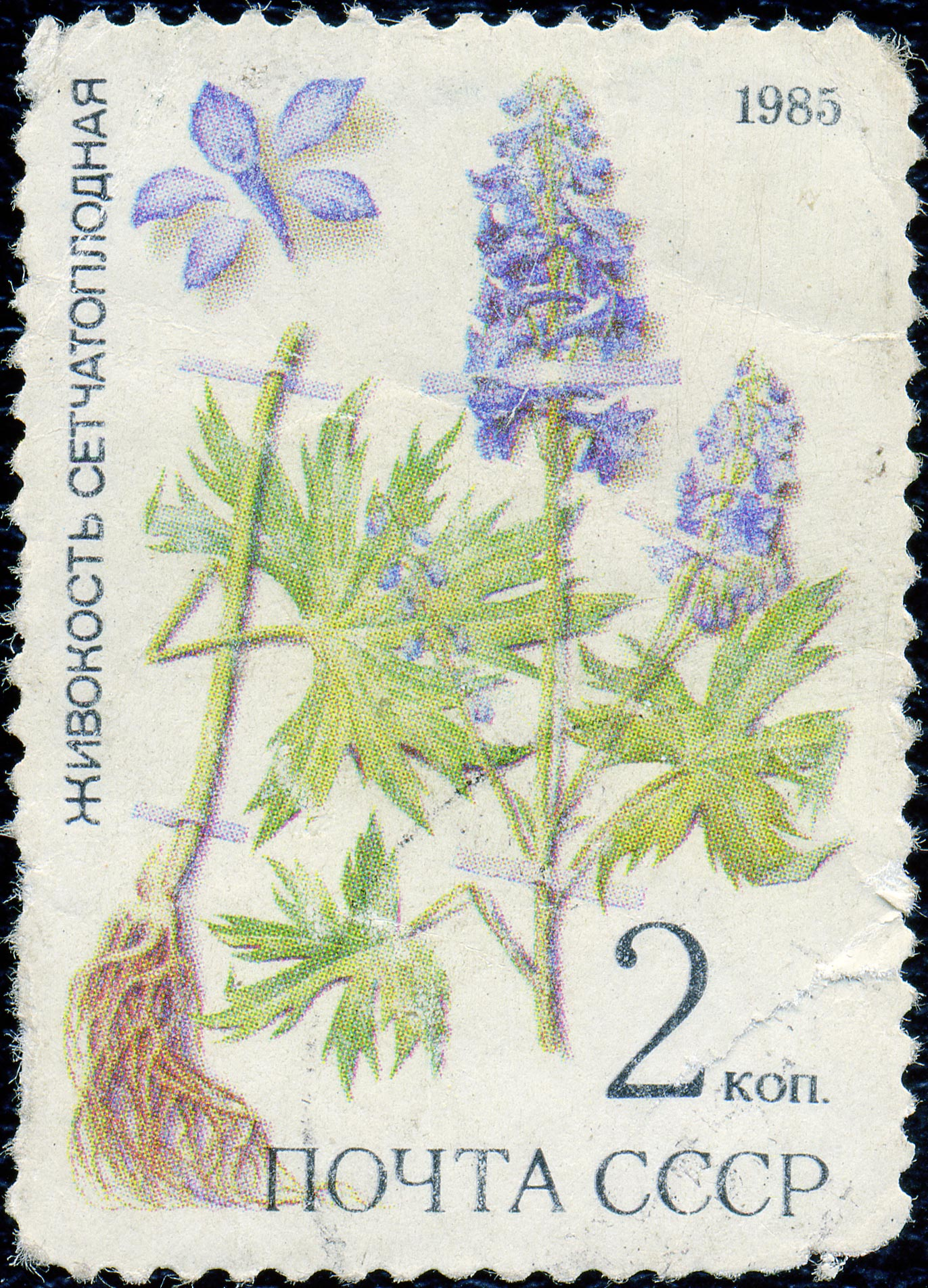